# Mario Ariel Bolatti
Mario Ariel Bolatti (17 de febrer de 1985) és un futbolista argentí.

## Selecció de l'Argentina
Va formar part de l'equip argentí a la Copa del Món de 2010.